# Liste der Baudenkmäler in Oberföhring
Auf dieser Seite sind die Baudenkmäler im Münchner Stadtteil Oberföhring im Stadtbezirk 13 Bogenhausen aufgelistet. Zu diesen Baudenkmälern gibt es auch eine Bildersammlung und ein Fotoalbum mit ausgewählten Bildern.
Diese Liste ist Teil der Liste der Baudenkmäler in München. Grundlage ist die Bayerische Denkmalliste, die auf Basis des bayerischen Denkmalschutzgesetzes vom 1. Oktober 1973 erstmals erstellt wurde und seither durch das Bayerische Landesamt für Denkmalpflege geführt und aktualisiert wird. Die folgenden Angaben ersetzen nicht die rechtsverbindliche Auskunft der Denkmalschutzbehörde.

## Ensemble

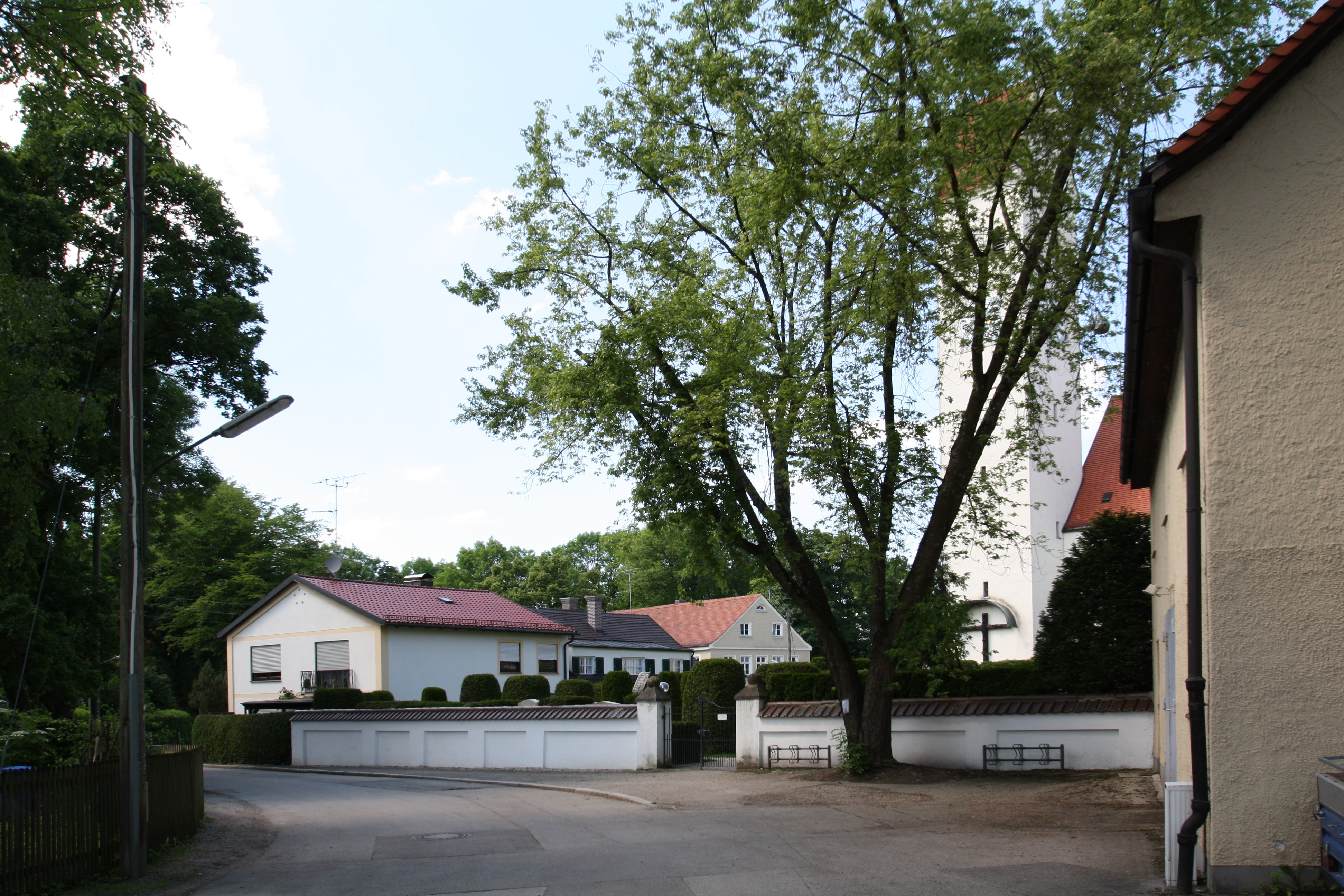
Ortskern Oberföhring

Ortskern Oberföhring; Bereits die Römerstraße Augsburg-Wels muss die Isar bei Oberföhring überschritten haben; ihr Erbe tritt spätestens im frühen Mittelalter die Salzstraße von Salzburg her an. Damit muss der Flussübergang von hoher, zu sichernder Bedeutung gewesen sein. Der dort befindliche, um 800 königliche Hof wird nach der Übernahme durch den Bischof von Freising 903 zu einem zentralen Ort mit Burg, Markt und Münze einerseits, ist andererseits alter Pfarrsitz. Heinrich der Löwe, als Herzog von Bayern auch territorialpolitisch in der Auseinandersetzung mit dem Staufer Bischof Otto von Freising, zerstört 1156/58 die Brücke mit Burg, Markt und Münze, um den Verkehr über sein Gebiet zu ziehen, was dann zur Gründung von München führt. Die Burgstelle, 1349 "purkstal", in jüngerer Zeit irreführend Römerschanze genannt, dürfte als Bodendenkmal diesen Vorgang bezeugen. Die Pfarrkirche hat ihn überlebt und zugehörige Bauten wie Pfarrhaus und Schule angezogen. Eine späthistoristische Villa über dem Isarrain evoziert mit ihrem burgartigen Charakter die Erinnerung an die geschichtliche Bedeutung des Platzes. (E-1-62-000-44)

## Einzeldenkmäler
| Lage                                    | Objekt                                                                    | Beschreibung | Akten-Nr.       | Bild                                                                      |
| --------------------------------------- | ------------------------------------------------------------------------- | --- | --------------- | ------------------------------------------------------------------------- |
| An der Salzbrücke 39 (Standort)         | Ziegelei August Haid                                                      | mehrteilige Anlage; Ringofengebäude, 1899 errichtet, 1937 umgebaut und erweitert, breitgelagerter, zweigeschossiger Satteldachbau mit Kamin; westwärts anschließend sowie nördlich und südlich drei parallele Trockenstadel, um 1905/10; Wohngebäude, sogenanntes Italienerhaus, um 1905/10, zweigeschossiger Satteldachbau; Stadel, 1912; Pressenhaus, Erdgeschoss massiv, Obergeschoss verschalt, 1922; weitere Trockenstädel um 1920 | D-1-62-000-1684 | weitere Bilder                                                            |
| Muspillistraße 8 (Standort)             | Feuer- und Leichenhaus                                                    | bauernhausartiger Satteldachbau, 1873 | D-1-62-000-4671 | Feuer- und Leichenhaus                                                    |
| Muspillistraße 14 (Standort)            | Kath. Pfarrkirche St. Lorenz                                              | Saalbau, Neubau 1680 von Wolfgang Zwerger, Sattelturm 1893; mit Ausstattung; Friedhof um die Kirche mit Kirchhofmauer und Grabsteinen (unter anderem Grabmal Adolf von Hildebrand, gestorben 1921) | D-1-62-000-4672 | weitere Bilder                                                            |
| Muspillistraße 19 (Standort)            | Städtisches Altenheim Oberföhring                                         | sogenanntes Oberföhringer Schloss, burgartige Villa, 1900–01 nach Entwurf von Andreas Holzinger | D-1-62-000-4673 | Städtisches Altenheim Oberföhring                                         |
| Muspillistraße 27 (Standort)            | Ehemaliges Schulhaus                                                      | zweigeschossiger Bau von 1821 | D-1-62-000-4674 | Ehemaliges Schulhaus                                                      |
| Muspillistraße 31 (Standort)            | Kath. Pfarrhaus                                                           | Katholisches Pfarrhaus St. Lorenz, zweigeschossiger Bau, 1896. | D-1-62-000-4675 | weitere Bilder                                                            |
| Oberföhringer Straße 123 (Standort)     | Malerische Villa                                                          | Villa, zweigeschossiger putzgegliederter Walmdachbau mit quergestelltem Eckerkerturm, übergiebelten Seitenrisaliten, Erker und Zierfachwerk, um 1900 | D-1-62-000-4888 | weitere Bilder                                                            |
| Oberföhringer Straße 192–194 (Standort) | Ehemaliges Bauernhaus                                                     | Ehemaliges Bauernhaus, zweigeschossiger Satteldachbau, bezeichnet 1870. | D-1-62-000-4890 | Ehemaliges Bauernhaus                                                     |
| Oberföhringer Straße 216 (Standort)     | Ehemaliges Bauernhaus                                                     | Wohnteil eines ehemaligen Bauernhauses, zweigeschossiger putzgegliederter Satteldachbau mit Erker und barockisierendem Stuckdekor, um 1900 | D-1-62-000-4891 | weitere Bilder                                                            |
| Spervogelstraße 12 (Standort)           | Figur des Winters auf Sockel, wohl aus einem Zyklus der vier Jahreszeiten | Sandstein, um 1750 auf dem Gelände einer abgegangene Wallfahrtskirche des Mittelalters und der frühen Neuzeit mit zugehörigem Friedhof "St. Emmeram in Chunntal" | D-1-62-000-8780 | Figur des Winters auf Sockel, wohl aus einem Zyklus der vier Jahreszeiten |
| St. Emmeram 39 (Standort)               | Pumpen- und Floßwärterhäuschen                                            | Ehemaliges Pumpen- und Floßwärterhäuschen, eingeschossiger ziegelsichtiger Walmdachbau über hohem Sockelgeschoss mit historisierender Gliederung und Zwerchhäusern, wohl 3. Viertel 19. Jahrhundert | D-1-62-000-6078 | weitere Bilder                                                            |
| St. Emmeram 40 (Standort)               | Katholische Kapelle St. Emmeram                                           | Kapelle St. Emmeram, Satteldachbau mit Spitzhelm-Dachreiter, 1866; mit Ausstattung | D-1-62-000-6079 | weitere Bilder                                                            |
| St. Emmeram 41 (Standort)               | Gaststätte Emmeramsmühle                                                  | Gaststätte Emmeramsmühle, zweigeschossiger lisenengegliederter Flachsatteldachbau mit durchfenstertem Kniestock, im Kern 19. Jahrhundert | D-1-62-000-6080 | weitere Bilder                                                            |

## Abgegangene Baudenkmäler
In diesem Abschnitt sind Objekte aufgeführt, die früher einmal in der Denkmalliste eingetragen waren, jetzt aber nicht mehr existieren, z. B. weil sie abgebrochen wurden. Aktennummern in diesem Abschnitt sind ehemalige, jetzt nicht mehr gültige Aktennummern. 

| Lage                       | Objekt                                                                                   | Beschreibung | Akten-Nr. | Bild |
| -------------------------- | ---------------------------------------------------------------------------------------- | --- | --------- | ---- |
| Cosimastraße 60 (Standort) | Unterrichtsgebäude der ehemaligen Pionierschule und Fachschule des Heeres für Bautechnik | vierflügelige Anlage mit zweigeschossigen, flach geneigten Flügeln zwischen Mauerscheiben, im Westflügel mit herausstehendem und vorkragendem sechseckigem Hörsaal, vom Finanzbauamt München, 1957/58; Mosaik eines Fährmanns, von Karl Knappe, um 1958, im Foyer; Figur, von Elmar Dietz, um 1958, im Innenhof. (2010 für den Bau einer Wohnanlage auf dem Kasernengelände zusammen mit dem Rest der Kaserne abgerissen) |           | BW   |